# Monasterio de Bachkovo

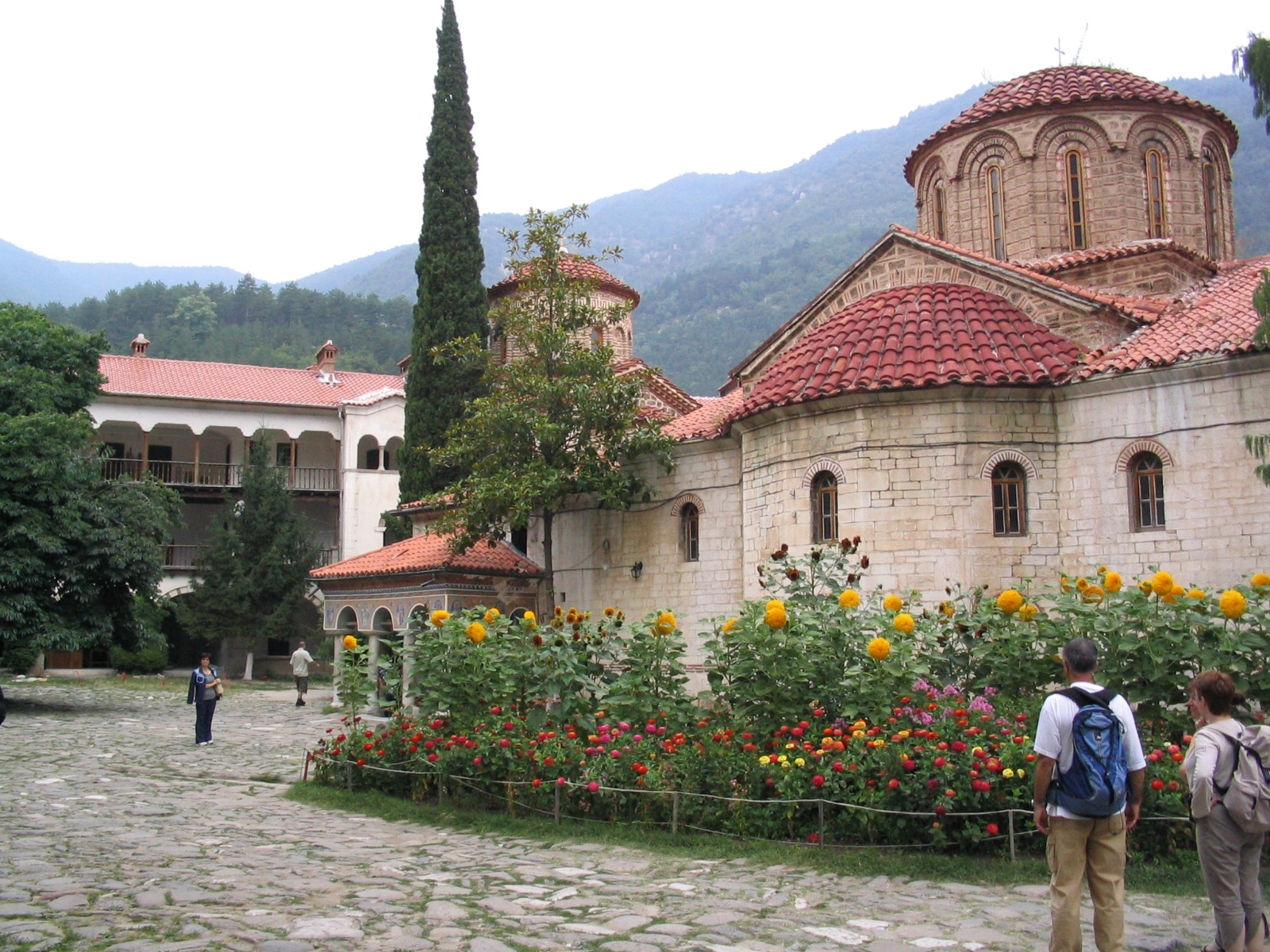
Patio interior del monasterio.

El monasterio de Bachkovo (en búlgaro: Бачковски манастир, Bachkovski manastir), es el segundo monasterio ortodoxo más importante de Bulgaria tras el monasterio de Rila. Está situado en la ribera derecha del río Chepelare, en las montañas Ródope, a 189 km de la capital Sofia y a 10 km al sur de Asenovgrad.
En 1984 este lugar fue inscrito en la Lista Indicativa de Bulgaria como paso previo para ser considerado como Patrimonio de la Humanidad por la UNESCO. También es uno de los 100 sitios turísticos nacionales.

El monasterio está localizado en las montañas Ródope, no lejos de la ciudad de Assenovgrad. Fundado en el siglo XI, es uno de los monasterios más antiguos de la península de los Balcanes. Está relacionado con tres culturas: bizantina, georgiana antigua y búlgara. Ha conservado monumentos únicos y muy valiosos de arquitectura y pintura, típicos de la cultura ortodoxa oriental. El osario del monasterio (siglo XI-XII) es una capilla de dos pisos con murales en ambas plantas. Es único en todo el mundo ortodoxo oriental. La Iglesia de los Santos Arcángeles es un raro ejemplo de un edificio de dos pisos de los siglos XII al XIV. El refectorio (siglo XVII) tiene un conjunto pintoresco conservado de forma total y espléndida que podría compararse con solo uno o dos monumentos similares en los territorios de las regiones ortodoxas orientales. El monasterio principal de la Iglesia de Nuestra Virgen tiene murales del siglo XVII que están muy bien conservados. Los frescos de la iglesia de San Nicolás y de algunos de los edificios del monasterio están estrechamente relacionados con la cultura de los Balcanes en el siglo XIX. Hay varios edificios auxiliares, capillas y santuarios en las cercanías situados en un entorno natural de montaña variado y agradable. La naturaleza compleja de este monumento, su alto grado de autenticidad, su papel en la interrelación cultural de tres naciones durante la Edad Media y la presencia de monumentos valiosos y únicos de arquitectura y pintura determinan su extraordinaria importancia.
 Descripcion en la UNESCO

## Historia
El monasterio fue fundado por el príncipe Gregory Pakourianos un prominente militar y hombre de estado de origen armenio al servicio del imperio bizantino en el año 1083, estableciendo un seminario para la juventud en el monasterio. 
En el siglo XIII, Iberians perdido la dominación sobre el monasterio, pero el suyo las tradiciones fueron conservadas hasta el principio del siglo XIV. Un manuscrito armenio, el Evangelio del monasterio, del siglo X, está conservado en la Biblioteca Nacional de Bulgaria en Sofía.
Durante el tiempo de la Segundo Imperio búlgaro, el monasterio de Bachkovo fue patrocinado por el zar Iván Alejandro, que se pone de manifiesto por una representación suya en los arcos del nártex del osario. Se cree que el fundador de la Escuela literaria de Tarnovo y el último patriarca de la Iglesia Ortodoxa de Bulgaria medieval, el patriarca Eutimio, fue desterrado por los turcos y murió en el monasterio a principios del siglo XV.
Aunque el monasterio sobrevivió a las primeras oleadas de la invasión turca en tierras búlgaras, fue más tarde saqueado y destruido, siendo restaurado a finales del siglo XV. El refectorio, cuyas pinturas murales anónimas son de gran valor artístico, fue reconstruido en 1601 y la Iglesia de la Virgen María, que aún se conserva hoy en día, fue terminada en 1604.

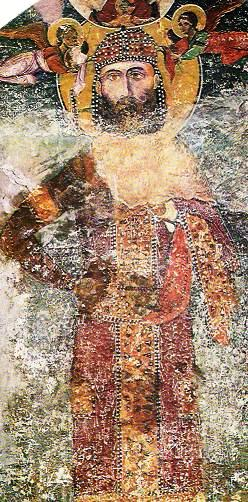
Mural del del zar Iván Alejandro en el osario.

En el monasterio están enterrados el patriarca Eutimio (1330-1404) y el patriarca Cirilo (1953-1971).

## Complejo

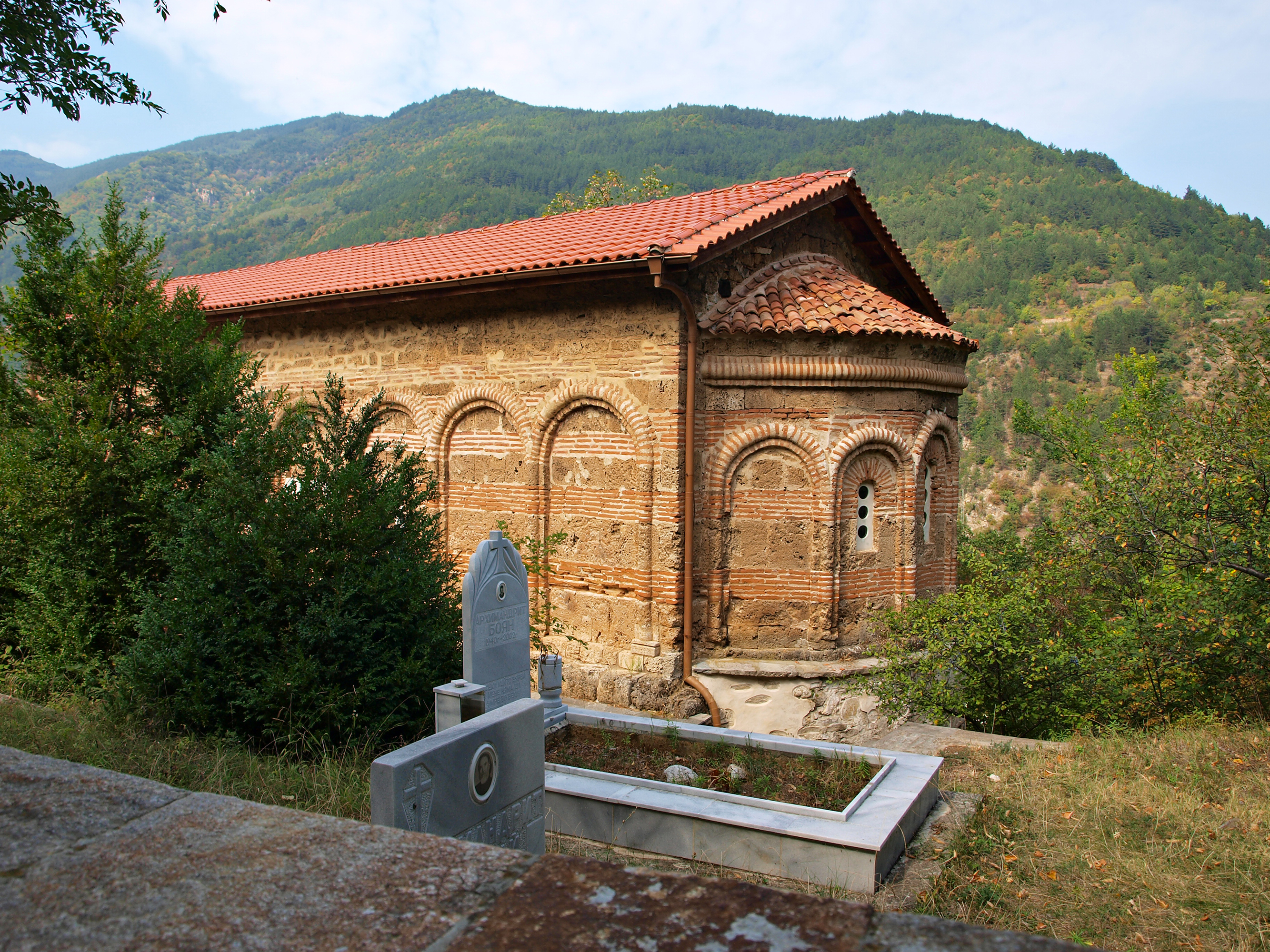
Osario del monasterio de Bachkovo

El único edificio original de la fundación del monasterio es el osario que se encuentra fuera del complejo del monasterio. El resto del monasterio tiene planta cuadrada con dos patios interiores separados por un edificio. En cada patio se encuentra una iglesia, la de Sveta Bogoroditsa o de la Virgen María en el principal y la de Sveti Nikola en el patio de la izquierda. En el edificio que separa ambos patios se encuentran el refectorio del que destaca la gran mesa de piedra.
En la iglesia de la Virgen destaca el iconostasio dorado del siglo XVII y el icono milagroso de la virgen de 1310.
En la iglesia de Sveti Nikola construida en 1834 destacan los frescos pintados por Zahari Zograf. De esos frescos destacan el del Juicio Final, en el pórtico de la iglesia, pintado por Zahari, y el fresco de la cúpula que representa al Cristo Pantocrátor